# Sidyma
Sidyma is een geslacht van vlinders uit de familie van de spinneruilen (Erebidae). De wetenschappelijke naam van dit geslacht werd voor het eerst voorgesteld door Francis Walker in een publicatie uit 1856.

## Soorten
- Sidyma apicalis Moore, 1878
- Sidyma albifinis Walker, 1856